# Szőnyi Olga
Szőnyi Olga, Russayné (Budapest, 1933. július 2. – Budapest, 2013. január 22.) Liszt Ferenc-díjas magyar operaénekes (mezzoszoprán).

## Élete és pályafutása
Gyermekként Lichtenberg Emil, tizennyolc éves(!) korától az Operaház kórusában énekelt, közben a Zeneakadémián dr. Sipos Jenőnél és Varga Pálnál tanult. 1952-től 1979-ig volt a budapesti Opera társulatának egyik vezető mezzója. Első jelentős alakítása 1954-ben Eboli hercegnő (Giuseppe Verdi: Don Carlos) volt.
Az 50-es évek közepén kezdett külföldön is szerepelni. 1962 és '65 között a kölni, 1979-től a bécsi Állami Opera állandó vendége volt. Fesztiválokon (Edinburgh, Firenze, Salzburg) is fellépett, legkeresettebb szerepe Eboli mellett Judit (Bartók Béla: A kékszakállú herceg vára).
Jó színészi készségekkel megáldott drámai mezzo volt.
Jogász férje, dr. Russay István (Szombathely, 1918 – Budapest, 1986) 1938 és 1969 között a Külkereskedelmi Minisztériumban, illetve elődeiben töltött be különböző állásokat, 1969-től 1984-ig a Mineralimpex vezérigazgatója volt. Férje váratlan halála után Szőnyi Olga is részt vett az ellene indult nyomozásban, amely során elsikkasztott, vagy feltehetőleg kenőpénzként kapott dollármilliókat találtak Russay külföldi bankszámláin készpénzben, kötvényekben és különböző nemesfémekben.

## Szerepei
- Bartók: A kékszakállú herceg vára – Judit
- Beethoven: Fidelio – Leonore
- Alban Berg: Lulu – Geschwitz grófnő
- Bizet: Carmen – címszerep
- Borogyin: Igor herceg – Polovec lány
- Gottfried von Einem: Ármány és szerelem – Lady Milford (már az ősbemutatón is)
- Erkel: Hunyadi László – Hunyadi Mátyás
- Goldmark: Sába királynője – címszerep
- Hajdú Mihály: Kádár Kata – címszerep
- Humperdinck: Jancsi és Juliska – Jancsi
- Mascagni: Parasztbecsület – Lola
- Muszorgszkij: Borisz Godunov – Marina Mniszek
- Offenbach: Hoffmann meséi – Miklós
- Poldini Ede: Farsangi lakodalom – A grófnő
- Ránki György: Az ember tragédiája – Cluvia; Éva anyja (már az ősbemutatón is)
- Rossini: A török Itáliában – Zaira
- Richard Strauss: Salome – Heródiás
- Richard Strauss: A rózsalovag – Octavian
- Richard strauss: Ariadne Naxos szigetén – Komponista
- Verdi: A trubadur – Inez
- Verdi: Rigoletto – Giovanna
- Verdi: Aida – Amneris
- Verdi: Don Carlos – eboli hercegnő
- Wagner: Tannhäuser – Vénusz
- Wagner: A nürnbergi mesterdalnokok – Magdalene
- Wagner: A Rajna kincse – Fricka
- Wagner: Trisztán és Izolda – Brangäne

## Díjai
- Liszt Ferenc-díj (1962)
- Érdemes művész (1971)
- A Magyar Köztársasági Érdemrend középkeresztje (1994)
- A Magyar Állami Operaház örökös tagja (1997)